# أولريشيت
الأولريشيت هو معدن فوسفات اليورانيوم الأخضر النادر . صيغته الكيميائية (CaCu(UO2)[PO4]2·4H2O) .
وقد وُصف ظهوره لأول مرة في عام 1988 م في بحيرة بوغا ، ولاية فيكتوريا ، أستراليا ، وسمّي نسبة إلى غيورغ هاينرش فريدرش أولريش Georg Heinrich Friedrich Ulrich (G. H. F. Ulrich) .